# 德魯縣 (阿肯色州)
德魯縣（英語：Drew County）是美國阿肯色州東南部的一個縣。面積2,164平方公里。根据美國2000年人口普查，共有人口18,723人。縣治蒙蒂塞洛（Monticello）。
成立於1846年11月26日。縣名紀念聯邦眾議員湯瑪斯·德魯 （Thomas Drew）。